# Scott-Nunatakker
Die Scott-Nunatakker sind ein markanter Zwillingsnunatak im westantarktischen Marie-Byrd-Land. Sie liegen am nördlichen Ende der Alexandra Mountains auf der Edward-VII-Halbinsel.
Teilnehmer der britischen Discovery-Expedition (1901–1904) entdeckten sie im Jahr 1902. Kristian Prestrud, Leiter der Mannschaft bei der Südpolexpedition (1910–1912) des norwegischen Polarforschers Roald Amundsen, welche die Edward-VII-Halbinsel erkundete, benannte sie nach Amundsens Rivalen Robert Falcon Scott (1868–1912), Leiter der Discovery-Expedition, der bei der Terra-Nova-Expedition (1910–1913) im Wettstreit mit Amundsen um das erstmalige Erreichen des geographischen Südpols unterlag und auf dem Rückweg mit vier Begleitern ums Leben kam.